# Башкирська кухня
Башкирська кухня (башк. башҡорт аш-һыуы) —  традиційна кухня  башкирів. Спосіб життя народу сприяв формуванню самобутньої культури, традицій і кухні башкирів: зимівля в селах і проживання на літніх кочовищах вносило різноманітність у раціон і можливості приготування їжі. 

## Традиційні страви і продукти

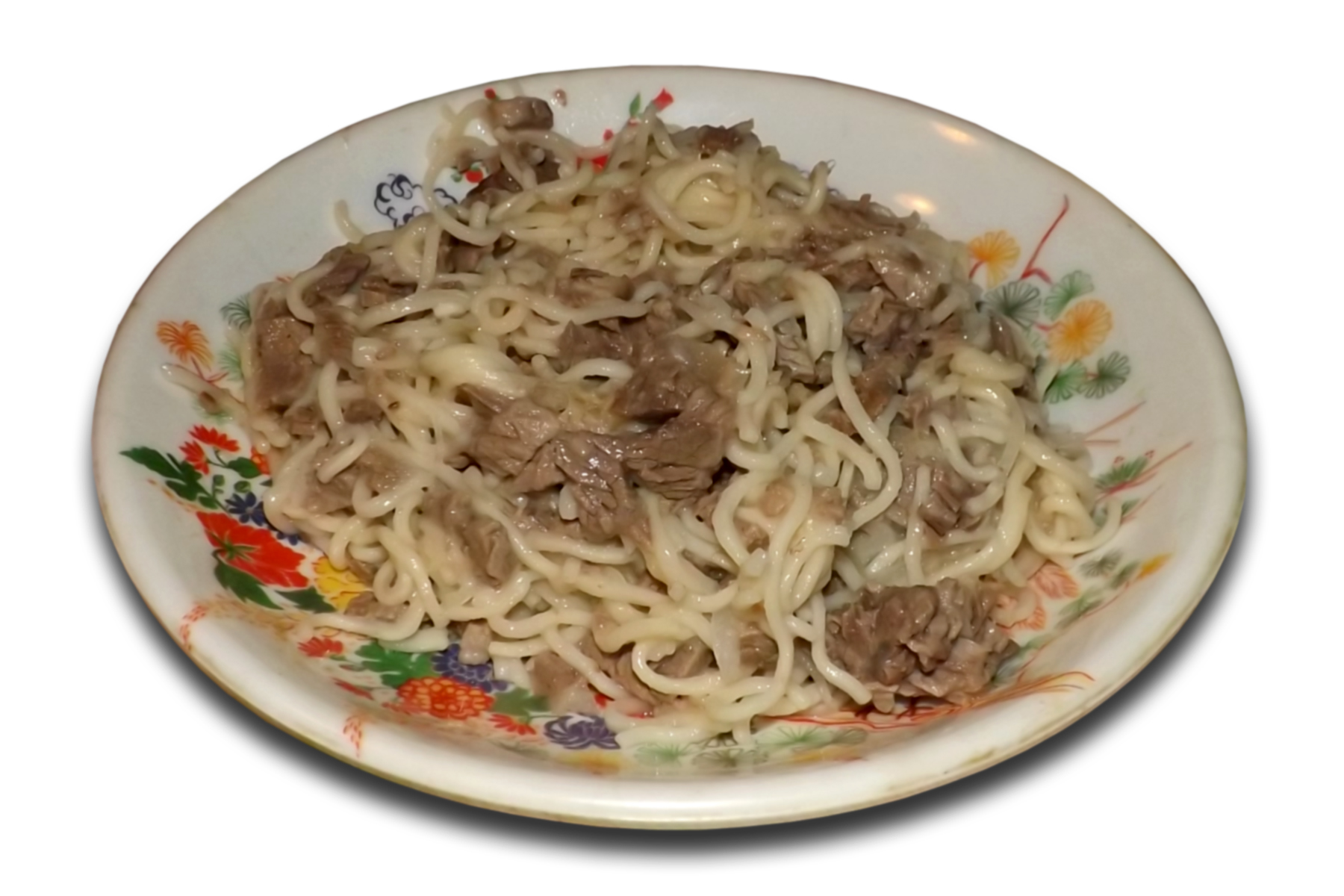
Бешбармак з картоплею

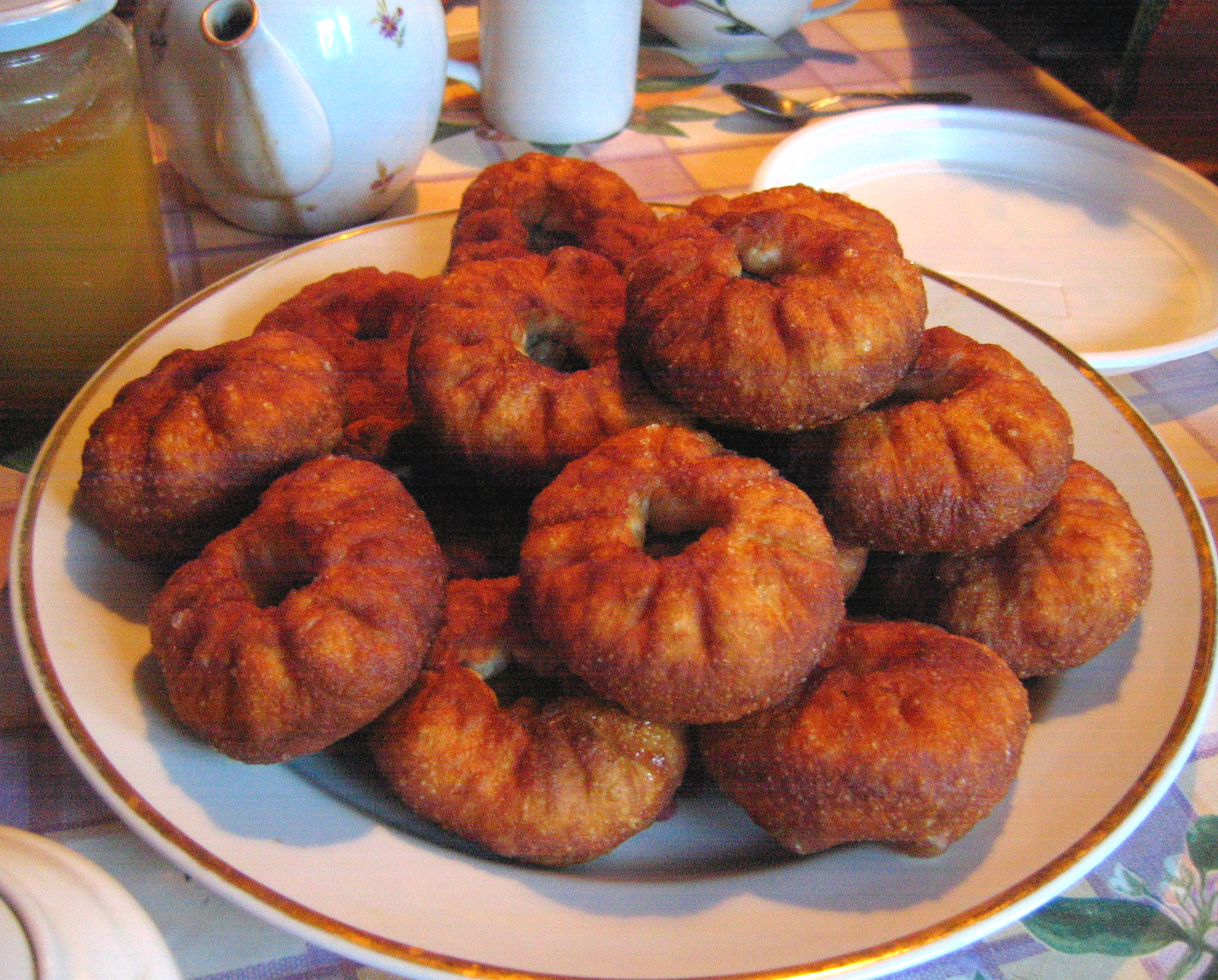
Перемяч

Башкирські страви відрізняються малою кількістю класичних  прянощів: використовуються тільки  чорний і червоний перець. Особливістю башкирських страв є велика кількість м'яса у всіх гарячих стравах і закусках. Любов башкирів до кінської ковбаси «кази» і кінського сала заслуговує на окрему увагу: башкири люблять їсти конину з товстими шматками сала, запиваючи його бульйоном з кислим  ҡоротом (кисломолочний продукт), що нейтралізує наслідки такої кількості жиру. 
Кочовий спосіб життя привів до формування широкого ряду продуктів тривалого зберігання. Основну масу башкирських національних страв складають відварна, сушена і в'ялена конина, баранина, молочні продукти, сушені ягоди, сушені злаки,  мед. Прикладами є такі страви як кази (кінська ковбаса),  какланган ит (в'ялене м'ясо), пастила, кумис, сейәле hари май (вишня в топленому маслі), муйил майи (черемхове масло),  ҡорот (сухий курт), еремсек і айран - всі ці страви відносно довго зберігаються навіть при літній спеці і їх зручно брати з собою в дорогу. Вважається, що кумис готувався саме в дорозі - посудина з  кобилячим молоком прив'язувалася до сідла і бовталася протягом дня. 

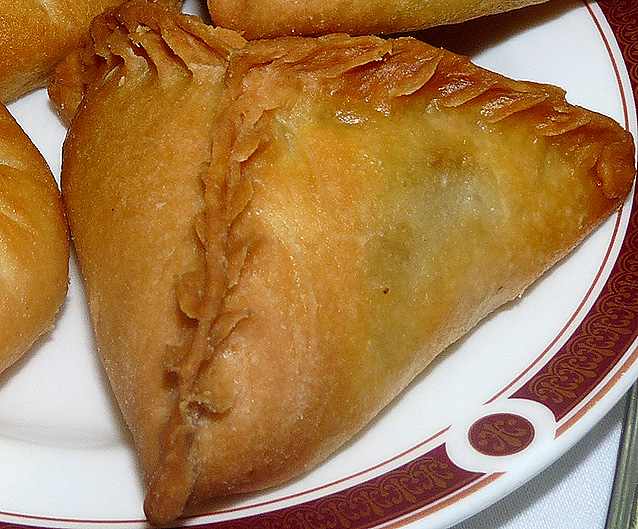
Учпочмак

Традиційна башкирська страва бешбармак готується з відвареного м'яса і салми (різновиди крупно нарізаноъ локшини), рясно посипається зеленню з цибулею і присмачується курутом. Це інша помітна особливість башкирської кухні: до страв часто подаються молочні продукти - рідкісне застілля обходиться без куруту або сметани. Більшість башкирських страв відрізняються простотою приготування і поживністю.
Такі страви як айран, буза, кази, катлама, кумис, манти,  уря, умас аши і багато інших вважаються національними стравами багатьох народів від Уральскіх гір до  Далекого Сходу.

### Башкирський мед
Башкирський мед відомий смаковими якостями і є для башкирів предметом гордості. Без справжнього башкирського меду не обходиться жодне чаювання, бутерброд зі свіжою сільської сметаною - один із прикладів башкирської національної кухні. Для башкирів справою честі є володіння справжнім башкирським медом (бурзянская бджола), виробленим родичами-бджолярами.

### Кумис
Кумис є національним напоєм башкирів. Уміння робити смачний кумис здавна цінувалося і передавалося від покоління до покоління. Для кумису надаэться перевага спеціальним породам коней.
Кумис вживається в свіжому вигляді, інакше він швидко кисне і втрачає свої лікувальні якості. У ньому міститься невелика кількість алкоголю.

### Сучасні башкирські страви

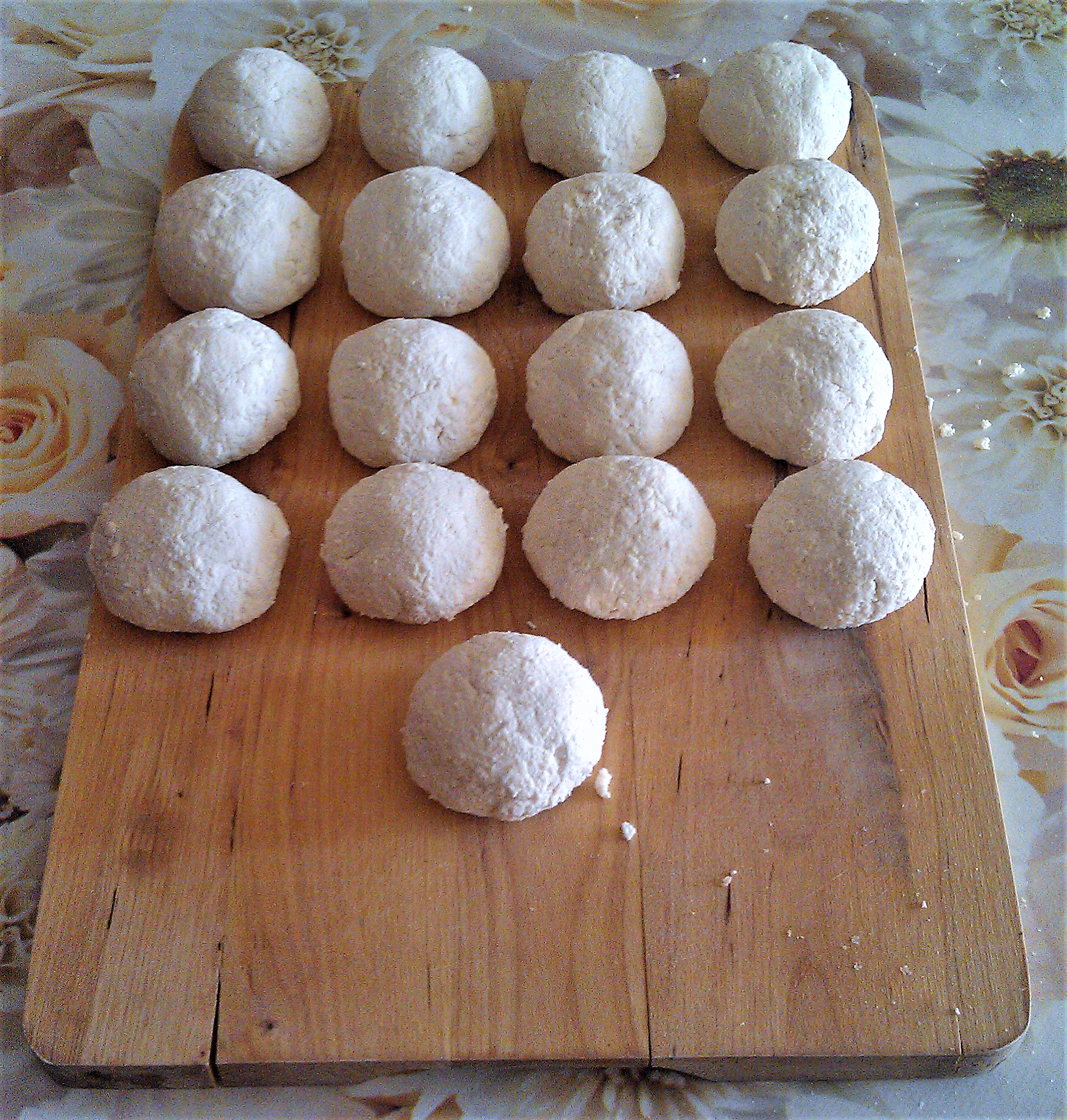
Корот

Сучасні башкирські страви зберегли всю самобутність традиційної башкирської кухні і доповнили її, урізноманітнивши асортимент продуктів і сервіровку. Незважаючи на достаток і розкіш сучасних страв, традиційні страви займають особливе місце в башкирській кухні і на святковому столі. Жоден святковий стіл башкирів не обходиться без  бешбармака,  кази, хурпи, Буккена чи чак-чака.

## Башкирське чаювання

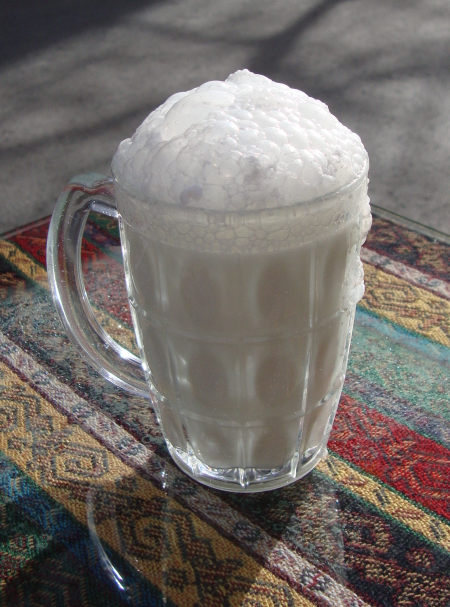
Айран

У башкирів є популярний вислів — «попити чаю». За цим виразом криється запрошення на башкирська чаювання з пирогами, йиуаса, вареним м'ясом, ковбасою, ватрушками, сметаною, варенням, медом і всім чим володіє господиня будинку. «Попити чаю» у башкирів означає «злегка перекусити» - цілком очевидно, що такий «чай» здатний замінити сніданок або обід за своєю ситністю. І якщо хтось в Башкортостані нарікає, що з ранку пив тільки один чай, то він міг і як слід поїсти.
Башкири завжди п'ють чай з молоком: у гостей навіть і не питають, додавати їм молоко до чаю. Традиція додавання молока в чай настільки стара, що в деяких регіонах є предметом для суперечок питання, коли слід додавати молоко в чашку: перед наливанням чаю або після.

## Святковий стіл

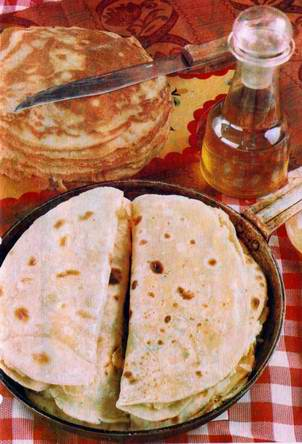
Кистибий

У свята башкири готують особливі страви: Бешбармак , чак-чак, беліш, губадія та ін. Чак-чак є обов'язковою прикрасою будь-якого святкового столу. На святковому застіллі прийнято кожному гостю запропонувати улюш - частку дичини (барана, гусака, і ін.)
У башкирів є безліч святкових страв, що готуються в особливих випадках: Кеєу білмене — особливі дрібні пельмені, які готують до весілля в честь нареченого, кілен тукмаси — особлива локшина, яку готує наречена, щоб показати свою здатність: така локшина повинна бути особливо тонкою і розсипчастою. Чак-чак, приготований нареченою, є обов'язковою частиною весільного ритуалу — наречена митими руками кладе шматочок чак-чака в рот усім гостям після одруження. Каз умах — це особливий привід для святкового застілля, коли господиня запрошує сусідок для допомоги в обскубуванні гусей по осені; ввечері після закінчення роботи господиня пригощає всіх свіжою гускою.

## Заборони в їжі
Раніші заборони в їжі були пов'язані з релігійними традиціями. До заборонених до вживання продуктів ставилися м'ясо свиней, хижих тварин і птахів (м'ясо сокола, шуліки або одуда), м'ясо змій та жаб. Також не можна було вживати м'ясо лебедів і журавлів.
Не можна було вживати в їжу: щитоподібні залози, спинний мозок, селезінку. З риби - небажано вживати рибу тих видів, у яких немає луски.

## Застільний етикет
До традиційних правил застільного етикету башкирів належать такі:
- Подавати їжу відразу по приходу гостя
- На столі має бути непарна кількість коржів, але не менша, ніж кількість гостей.
- Першим торкається до їжі господар.
- Господар перестає їсти, як тільки перестає їсти гість.
- Якщо їжі мало, а гість голодний, то господар для максимального насичення гостя буде їсти якомога менше
- Їжу і напої брати тільки правою рукою.
- Свіжоспечений хліб ножем не різати, від цілого коржа НЕ відкушувати.
- Із загальної страви слід брати їжу гіршу, залишаючи кращу іншим.
- Під час їди дотримуватися з господарем миру і здаватися бадьорим і веселим.
- Після закінчення їди слід помолитися про благополуччя господаря[1].